# Dominique Canty
Dominique Canty (Chicago, 2 de marzo de 1977) es una exbaloncestista estadounidense de la Women's National Basketball Association (WNBA) que ocupaba la posición de base; se desempeñó en la liga entre los años 1999 y 2012.
Fue reclutada por los Detroit Shock en la tercera ronda del Draft de la WNBA de 1999, y militó tanto en Detroit Shock (1999–2002) como en Houston Comets (2003–2006), Chicago Sky (2007–2011) y Washington Mystics (2012).

## Estadísticas

### Totales
| Año                                                                                              | Equipo | J   | JI  | MJ   | TC  | ITC  | TC%  | 3P | 3PA | 3P%  | 2P  | 2PA  | 2P%  | TL  | ITL  | TL%  | RBO | RBD | RBT | AST  | STL | BLK | TOV | PF  | PTS  |
| ------------------------------------------------------------------------------------------------ | ------ | --- | --- | ---- | --- | ---- | ---- | -- | --- | ---- | --- | ---- | ---- | --- | ---- | ---- | --- | --- | --- | ---- | --- | --- | --- | --- | ---- |
| 1999                                                                                             | DET    | 26  | 11  | 646  | 76  | 229  | .332 | 3  | 17  | .176 | 73  | 212  | .344 | 94  | 136  | .691 | 35  | 45  | 80  | 38   | 26  | 1   | 45  | 57  | 249  |
| 2000                                                                                             | DET    | 28  | 27  | 784  | 83  | 203  | .409 | 0  | 5   | .000 | 83  | 198  | .419 | 91  | 131  | .695 | 31  | 39  | 70  | 82   | 49  | 5   | 51  | 64  | 257  |
| 2001                                                                                             | DET    | 32  | 18  | 625  | 70  | 193  | .363 | 1  | 5   | .200 | 69  | 188  | .367 | 56  | 74   | .757 | 45  | 38  | 83  | 70   | 31  | 1   | 55  | 69  | 197  |
| 2002                                                                                             | DET    | 28  | 12  | 625  | 52  | 154  | .338 | 1  | 5   | .200 | 51  | 149  | .342 | 55  | 76   | .724 | 24  | 45  | 69  | 83   | 21  | 4   | 56  | 59  | 160  |
| 2003                                                                                             | HOU    | 32  | 4   | 648  | 55  | 145  | .379 | 0  | 1   | .000 | 55  | 144  | .382 | 62  | 93   | .667 | 36  | 64  | 100 | 56   | 22  | 1   | 49  | 62  | 172  |
| 2004                                                                                             | HOU    | 32  | 12  | 770  | 63  | 150  | .420 | 0  | 2   | .000 | 63  | 148  | .426 | 51  | 72   | .708 | 40  | 44  | 84  | 64   | 32  | 1   | 45  | 61  | 177  |
| 2005                                                                                             | HOU    | 33  | 32  | 997  | 95  | 238  | .399 | 0  | 4   | .000 | 95  | 234  | .406 | 80  | 110  | .727 | 25  | 83  | 108 | 101  | 29  | 2   | 67  | 75  | 270  |
| 2006                                                                                             | HOU    | 15  | 15  | 431  | 54  | 105  | .514 | 0  | 3   | .000 | 54  | 102  | .529 | 56  | 77   | .727 | 12  | 40  | 52  | 44   | 17  | 0   | 35  | 36  | 164  |
| 2007                                                                                             | CHI    | 30  | 27  | 776  | 87  | 241  | .361 | 4  | 16  | .250 | 83  | 225  | .369 | 81  | 115  | .704 | 19  | 45  | 64  | 123  | 30  | 4   | 57  | 42  | 259  |
| 2008                                                                                             | CHI    | 28  | 28  | 737  | 71  | 180  | .394 | 1  | 6   | .167 | 70  | 174  | .402 | 83  | 124  | .669 | 24  | 47  | 71  | 115  | 28  | 3   | 54  | 74  | 226  |
| 2009                                                                                             | CHI    | 34  | 34  | 776  | 74  | 194  | .381 | 4  | 11  | .364 | 70  | 183  | .383 | 82  | 119  | .689 | 18  | 45  | 63  | 109  | 28  | 5   | 57  | 96  | 234  |
| 2010                                                                                             | CHI    | 34  | 34  | 884  | 105 | 244  | .430 | 2  | 11  | .182 | 103 | 233  | .442 | 95  | 137  | .693 | 34  | 53  | 87  | 115  | 33  | 7   | 76  | 89  | 307  |
| 2011                                                                                             | CHI    | 22  | 8   | 331  | 35  | 110  | .318 | 1  | 7   | .143 | 34  | 103  | .330 | 19  | 33   | .576 | 8   | 19  | 27  | 45   | 10  | 2   | 32  | 37  | 90   |
| 2012                                                                                             | WAS    | 6   | 5   | 72   | 6   | 23   | .261 | 0  | 3   | .000 | 6   | 20   | .300 | 5   | 10   | .500 | 3   | 5   | 8   | 6    | 2   | 0   | 8   | 10  | 17   |
| Carrera                                                                                          |        | 380 | 267 | 9102 | 926 | 2409 | .384 | 17 | 96  | .177 | 909 | 2313 | .393 | 910 | 1307 | .696 | 354 | 612 | 966 | 1051 | 358 | 36  | 687 | 831 | 2779 |
| Notas: J=Juegos; JI=Juegos iniciales; MJ=Minutos jugados; ITC=Intentos de TC; ITL=Intentos de TL |        |     |     |      |     |      |      |    |     |      |     |      |      |     |      |      |     |     |     |      |     |     |     |     |      |

### Por partido
| Año                                                                                              | Equipo | J   | JI  | MJ   | TC  | ITC | TC%  | 3P  | 3PA | 3P%  | 2P  | 2PA | 2P%  | TL  | ITL | TL%  | RBO | RBD | RBT | AST | STL | BLK | TOV | PF  | PTS  |
| ------------------------------------------------------------------------------------------------ | ------ | --- | --- | ---- | --- | --- | ---- | --- | --- | ---- | --- | --- | ---- | --- | --- | ---- | --- | --- | --- | --- | --- | --- | --- | --- | ---- |
| 1999                                                                                             | DET    | 26  | 11  | 24.8 | 2.9 | 8.8 | .332 | 0.1 | 0.7 | .176 | 2.8 | 8.2 | .344 | 3.6 | 5.2 | .691 | 1.3 | 1.7 | 3.1 | 1.5 | 1.0 | 0.0 | 1.7 | 2.2 | 9.6  |
| 2000                                                                                             | DET    | 28  | 27  | 28.0 | 3.0 | 7.3 | .409 | 0.0 | 0.2 | .000 | 3.0 | 7.1 | .419 | 3.3 | 4.7 | .695 | 1.1 | 1.4 | 2.5 | 2.9 | 1.8 | 0.2 | 1.8 | 2.3 | 9.2  |
| 2001                                                                                             | DET    | 32  | 18  | 19.5 | 2.2 | 6.0 | .363 | 0.0 | 0.2 | .200 | 2.2 | 5.9 | .367 | 1.8 | 2.3 | .757 | 1.4 | 1.2 | 2.6 | 2.2 | 1.0 | 0.0 | 1.7 | 2.2 | 6.2  |
| 2002                                                                                             | DET    | 28  | 12  | 22.3 | 1.9 | 5.5 | .338 | 0.0 | 0.2 | .200 | 1.8 | 5.3 | .342 | 2.0 | 2.7 | .724 | 0.9 | 1.6 | 2.5 | 3.0 | 0.8 | 0.1 | 2.0 | 2.1 | 5.7  |
| 2003                                                                                             | HOU    | 32  | 4   | 20.3 | 1.7 | 4.5 | .379 | 0.0 | 0.0 | .000 | 1.7 | 4.5 | .382 | 1.9 | 2.9 | .667 | 1.1 | 2.0 | 3.1 | 1.8 | 0.7 | 0.0 | 1.5 | 1.9 | 5.4  |
| 2004                                                                                             | HOU    | 32  | 12  | 24.1 | 2.0 | 4.7 | .420 | 0.0 | 0.1 | .000 | 2.0 | 4.6 | .426 | 1.6 | 2.3 | .708 | 1.3 | 1.4 | 2.6 | 2.0 | 1.0 | 0.0 | 1.4 | 1.9 | 5.5  |
| 2005                                                                                             | HOU    | 33  | 32  | 30.2 | 2.9 | 7.2 | .399 | 0.0 | 0.1 | .000 | 2.9 | 7.1 | .406 | 2.4 | 3.3 | .727 | 0.8 | 2.5 | 3.3 | 3.1 | 0.9 | 0.1 | 2.0 | 2.3 | 8.2  |
| 2006                                                                                             | HOU    | 15  | 15  | 28.7 | 3.6 | 7.0 | .514 | 0.0 | 0.2 | .000 | 3.6 | 6.8 | .529 | 3.7 | 5.1 | .727 | 0.8 | 2.7 | 3.5 | 2.9 | 1.1 | 0.0 | 2.3 | 2.4 | 10.9 |
| 2007                                                                                             | CHI    | 30  | 27  | 25.9 | 2.9 | 8.0 | .361 | 0.1 | 0.5 | .250 | 2.8 | 7.5 | .369 | 2.7 | 3.8 | .704 | 0.6 | 1.5 | 2.1 | 4.1 | 1.0 | 0.1 | 1.9 | 1.4 | 8.6  |
| 2008                                                                                             | CHI    | 28  | 28  | 26.3 | 2.5 | 6.4 | .394 | 0.0 | 0.2 | .167 | 2.5 | 6.2 | .402 | 3.0 | 4.4 | .669 | 0.9 | 1.7 | 2.5 | 4.1 | 1.0 | 0.1 | 1.9 | 2.6 | 8.1  |
| 2009                                                                                             | CHI    | 34  | 34  | 22.8 | 2.2 | 5.7 | .381 | 0.1 | 0.3 | .364 | 2.1 | 5.4 | .383 | 2.4 | 3.5 | .689 | 0.5 | 1.3 | 1.9 | 3.2 | 0.8 | 0.1 | 1.7 | 2.8 | 6.9  |
| 2010                                                                                             | CHI    | 34  | 34  | 26.0 | 3.1 | 7.2 | .430 | 0.1 | 0.3 | .182 | 3.0 | 6.9 | .442 | 2.8 | 4.0 | .693 | 1.0 | 1.6 | 2.6 | 3.4 | 1.0 | 0.2 | 2.2 | 2.6 | 9.0  |
| 2011                                                                                             | CHI    | 22  | 8   | 15.0 | 1.6 | 5.0 | .318 | 0.0 | 0.3 | .143 | 1.5 | 4.7 | .330 | 0.9 | 1.5 | .576 | 0.4 | 0.9 | 1.2 | 2.0 | 0.5 | 0.1 | 1.5 | 1.7 | 4.1  |
| 2012                                                                                             | WAS    | 6   | 5   | 12.0 | 1.0 | 3.8 | .261 | 0.0 | 0.5 | .000 | 1.0 | 3.3 | .300 | 0.8 | 1.7 | .500 | 0.5 | 0.8 | 1.3 | 1.0 | 0.3 | 0.0 | 1.3 | 1.7 | 2.8  |
| Carrera                                                                                          |        | 380 | 267 | 24.0 | 2.4 | 6.3 | .384 | 0.0 | 0.3 | .177 | 2.4 | 6.1 | .393 | 2.4 | 3.4 | .696 | 0.9 | 1.6 | 2.5 | 2.8 | 0.9 | 0.1 | 1.8 | 2.2 | 7.3  |
| Notas: J=Juegos; JI=Juegos iniciales; MJ=Minutos jugados; ITC=Intentos de TC; ITL=Intentos de TL |        |     |     |      |     |     |      |     |     |      |     |     |      |     |     |      |     |     |     |     |     |     |     |     |      |